# Aeroportul Siguanea
Aeroportul Siguanea (IATA: SZJ, ICAO: MUSN) este un aeroport din Municipio Especial Isla de la Juventud⁠(d), Cuba ce deservește zona Isla de la Juventud⁠(d).
Situat la o altitudine de 15 m, aeroportul dispune de o singură pistă.